# ジョン・ロックフェラー
ジョン・デイヴィソン・ロックフェラー・シニア（John Davison Rockefeller, Sr、1839年7月8日 - 1937年5月23日）は、アメリカ合衆国の実業家、慈善家。石油王と称えられた。
1870年にスタンダード・オイル社を創業し、ピーク時はアメリカの石油の90％をコントロールするなど、同社は石油市場を独占してアメリカ初のトラストを結成した。1897年に事実上引退し、その後は現代的フィランソロピーの構造を定義し、慈善活動に力を入れた。その資産はピーク時には9億ドルに上り、国の経済の1.5％以上であった。物価の変動を考慮すると史上最大の資産を持つ富豪とされている。
引退後の40年間、現代的かつ体系的な慈善活動の構築に資産の大部分を使った。医療・教育・科学研究促進などを目的とした財団を創設した。彼が創設した財団は医学研究を推進し、鉤虫症や黄熱病の根絶に貢献した。また、シカゴ大学とロックフェラー大学を創設した。
熱心なバプテスト信者であり、生涯にわたって米国バプテスト同盟を支援した。彼は酒とタバコを嗜まなかった。

## 前半生

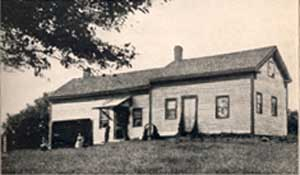
リッチフォードの生家

ニューヨーク州リッチフォードで、ウィリアム・エーヴリー・ロックフェラー（1810年11月13日 - 1906年5月11日）とその妻イライザ・デイヴィソン（1813年9月12日 - 1889年3月28日）の6人の子供の2番目として生まれた。長年に渡りフランス系の起源を持つとされてきたが、現在ではロックフェラー家が17世紀初頭のドイツに始まったことが判明している。父はかつて林業を営んでいたが、巡回セールスマンとなり「植物の医師」(botanic physician) を名乗ってエリキシールを売り歩いた。近所の人々はそんな珍しいもの好きの父を "Big Bill" とか "Devil Bill" と呼んだ。旅に出ていることが多く、家には闖入者のように時折帰ってくるだけだった。父は生涯に亘って真面目に働こうとせず、常に一山当てようと目論んでいるような男だった。イライザは信心深いバプテストであり、夫が不在の間家庭を維持するため奮闘した。夫は頻繁に外に女を作り、時には重婚していたこともあるが耐え抜いた。自然に倹約が常となり、息子には「故意の浪費は悲惨な欠乏を招く」と教え込んだ。若きロックフェラーも家事を手伝い、七面鳥を育てて金を稼ぎ、ジャガイモや飴を売ったり、近所に金を貸すなどして家計を助けた。「小皿を大皿と交換しろ」という父の助言に従い、彼は常に取引で有利になることを心がけていた。父は「チャンスがあれば息子達も騙す。そうして奴らを敏感にしたい」と言っていた。
少年のころ一家でニューヨーク州モレイビアに引越し、1851年にはさらに同州オウィーゴに引越しており、オウィーゴでは学校に通っている。1853年、クリーブランド近郊のストロングスビルに移った。クリーブランド中央高校で学び、商業専門学校で10週間のビジネスコースを受講し簿記を学んだ。
父の不在と頻繁な転居にもかかわらず、ロックフェラーは行儀がよく、真面目で、熱心な少年に育った。当時を知る人は彼を、控え目で真面目で信心深く几帳面で分別があったと評している。議論がうまく、正確に自分の考えを表現できた。また音楽好きで、将来それで身を立てたいという夢を持っていた。早くから算術と経理の才能を発揮した。

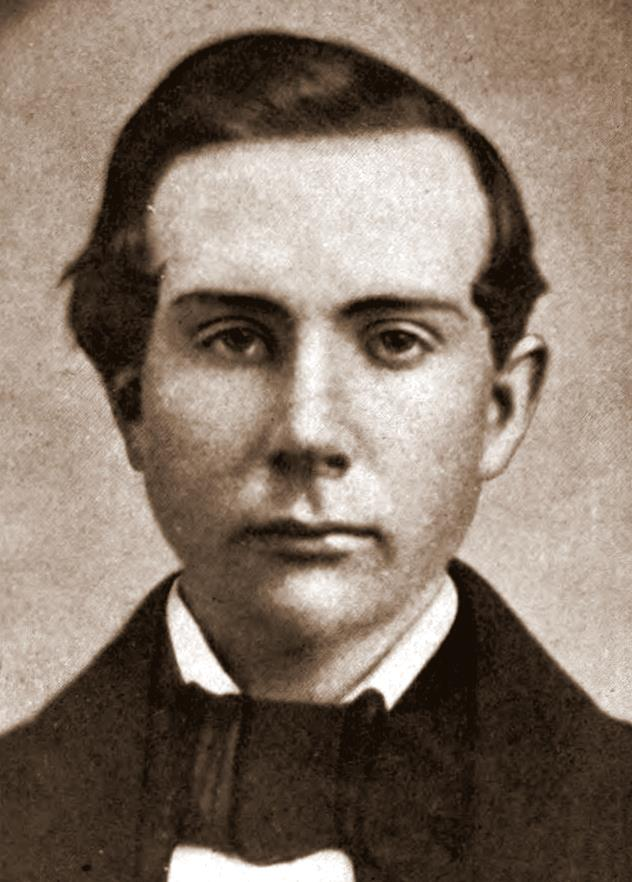
18歳のロックフェラー（1857年ごろ）

1855年9月、16歳のとき、製造委託会社 Hewitt & Tuttle にて簿記助手の職を得た。長時間働き、そのオフィスの仕事の全てに精通するようになる。特に輸送費の計算に熟達し、そのことが後々大いに役立った。最初の3カ月間の給料は50ドル（1日あたり50セント）だった。当初から給料の約6%を寄付しており、20歳のころには10%をバプテスト教会に寄付している。
若いころ、10万ドルを貯めることと100歳まで生きることが目標だと語っていたという。
1859年、資本金4,000ドルでモーリス・B・クラークと共に製造委託会社を設立。そこで着実に利益を上げていった。食料品の卸売りからはじめ、1863年には当時クリーブランドの工業地域だった「ザ・フラッツ」に建設される製油所に投資した。この製油所を直接所有していたのは Andrews, Clark & Company で、クラークとロックフェラーと化学者サミュエル・アンドリュースとクラークの2人の兄弟が創業した会社である。石油産業は揺籃期だった。鯨油が大量に使用するには高価すぎるものとなり、安価な燃料が必要とされていた時代である。
兄フランクが南北戦争で従軍したころ、ロックフェラーは彼の事業も引き継いでいる。北部の裕福な人々が従軍する代わりに北軍に資金提供したように、彼も北軍に資金提供した。石油産業史に詳しいダニエル・ヤーギンが重要だと指摘する出来事が1865年2月に起こった。クラークと対立したロックフェラーが持ち株をクラークに売り払ってパートナーシップを解消し、精油事業（彼の会社が持っていた精油所は処理能力が1日に原油500バレルであった。）を72,500ドルで買収したのである。その買い取った権利を基に、化学者のアンドリュースとロックフェラー・アンド・アンドリュース社を設立した。ロックフェラーも後に「その日、私の経歴が決定した」と述べている。南北戦争後、鉄道の成長と石油に支えられ西部に向かって開発が進展、ロックフェラーはよい位置につけた。多額の借金をし、利益を再投資し、市場の変化に迅速に対応していった。

## 結婚と家族
1864年9月8日、クリーヴランドで教師のローラ・セレスティア・スペルマン（1839 - 1915）と結婚し、5人の子を授かった。ベシー（1866 - 1906）、アリス（1869 - 1870）、アルタ（1871 - 1962）及びイーディス（1872 - 1932）の4人の娘と、末っ子の一人息子ジョン・ロックフェラー2世（1874 - 1960）である。後にロックフェラーは「彼女の決断は常に私のそれより正しい。彼女の助言がなければ貧乏なままだっただろう」と語っている。

## スタンダード・オイル

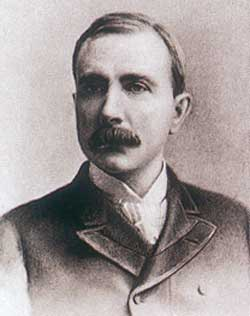
1875年ごろの写真

南北戦争が終わったころ、クリーブランドはピッツバーグ、フィラデルフィア、ニューヨーク、原油の大部分を産出していたペンシルベニア州と共にアメリカの石油精製拠点のひとつになっていた。1870年6月、ロックフェラーらはスタンダード・オイル・オブ・オハイオを結成し、オハイオ州で最も高収益な製油所となっていった。スタンダード・オイルはアメリカ屈指のガソリンやケロシンの生産量を達成するまでに成長。熾烈な競争にさらされていたペンシルバニア鉄道(PRR)に代表される鉄道事業者らは鉄道運賃を安定に保つためカルテル結成を試み、ペンシルベニアの主要産油拠点以外のスタンダード・オイルなどの企業と共謀してサウス・インプルーブメント・カンパニーを設立した。カルテル参加企業は大量荷送人として優遇され、製品の輸送料金は最大50%という値引きを受け、競合製品の出荷にも割引が適用された。その一環として通常の貨物輸送料金の大幅な値上げが発表される。独立油井オーナーらはこれに反発し、ボイコットや破壊行為などが発生し、スタンダード・オイルの取引に関連する部分が明るみに出ることになった。ニューヨークの主要な製油所チャールズ・プラット・アンド・カンパニーを経営するチャールズ・プラットとヘンリー・H・ロジャーズが、このカルテルへの反対の急先鋒となった。ロジャーズによって率いられたニューヨークの精製業者達は協会を組織し、1872年の3月中頃にチャールズ・プラット・アンド・カンパニーの代表として、ロジャーズを含む3名の委員をオイル・シティの石油業者組合の顧問に送り込んだ。彼らは、ペンシルベニアの独立石油業者と共に、PRR及び他の鉄道会社からサウス・インプルーブメント・カンパニーとの疑わしい取引を終了すると約束する協定を取り付けた。結果として貨物輸送運賃はこれまでどおりとなった。
報道で批難されたがそれにもめげず、ロックフェラーは競合する製油所の買収、自社の経営効率の改善、石油輸送の運賃値引き強要、ライバルの切り崩し、秘密の取引、投資資金のプール、ライバルの買収などの手段を駆使して事業を強化していった。1872年にはわずか4カ月でクリーブランドの競合企業26社のうち22社をスタンダード・オイルに吸収合併し「クリーブランドの虐殺」と呼ばれた。かつて敵対したプラットとロジャーズもスタンダード・オイルと競合し続けるには限界があり、1874年、かつての強敵の軍門に下る秘密協定を取り交わし、彼らはロックフェラーのパートナーとなった。ロックフェラーは、協力と統合の計画を持ってチャールズ・プラットに接近した。プラットは、ロジャーズとロックフェラーの提案について話し合い、彼らは統合が利益になると判断した。ロジャーズは条件を文書化したが、それはプラットと自分への金融的保証と仕事の保証をその内容とするものだった。ロックフェラーはロジャーズの申し出を受け、チャールズ・プラット・アンド・カンパニー（アストラル・オイルを含む）はロックフェラーの事業に加わる重要な独立製油業者の一つとなった。特にロジャーズはロックフェラーの片腕として、スタンダード・オイル・トラストの結成に力を発揮することになる。プラットの息子、チャールズ・ミラード・プラット(1858 - 1913)はスタンダード・オイルの重役に就任した。
ロックフェラーは競争相手にまず自社の帳簿を見せてどんな敵と戦っていたのかをわからせ、それから正式な申し出をした。それでも抵抗する相手は倒産に追い込み、資産を競売で安く買い叩いた。本人は産業界の救助者「慈悲の天使」を自認しており、弱者を吸収することで産業全体を強化・効率化し競争力を高めていると考えていた。スタンダード・オイルは水平方向にも垂直方向にも成長していった。自前のパイプライン、タンク車、宅配網を備えるようになっていった。製品が平均的家庭で入手可能となるよう原油価格を抑え、必要とあれば競合他社を締め出すために原価割れの価格で製品を販売している。タール、塗料、ワセリン、チューインガムの原料など、300以上の石油製品を開発。1870年代末にはアメリカの石油の90%を精製するようになった。このころ既にロックフェラーは富豪になっていた。

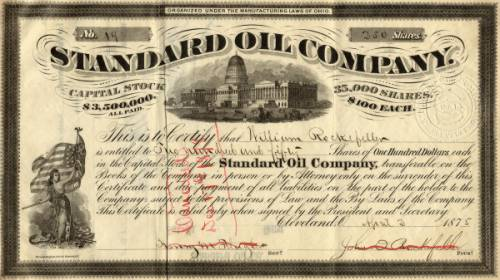
スタンダード・オイルの株券（1887年）

1877年、スタンダード・オイルは主要輸送業者だったペンシルバニア鉄道と対立。原因は、新たな輸送手段としてパイプライン輸送を採用し、その建設と取得を開始したためである。ペンシルバニア鉄道側はスタンダード・オイルのこの動きを運輸業への侵出と見て反撃することにし、製油所やパイプラインの買収と建設を進める子会社を設立した。スタンダード・オイル側もこれに応戦し、他の鉄道に輸送を切り替え、貨物運賃を劇的に低減させる価格競争を開始し、労働不安まで引き起こした。結局スタンダード・オイルの勝利となり、ペンシルバニア鉄道は石油関連の子会社をスタンダード・オイルに売却した。しかしその戦いの余波として1879年、ペンシルベニア州政府はロックフェラーを石油業界を独占したとして訴え、他の州も次々と同様の訴えを起こし、スタンダード・オイルの商慣行が全国的な問題となった。

### 市場の独占
スタンダード・オイルは徐々に水平統合を達成し、それによってアメリカでの石油の精製と販売をほぼ支配下におさめた。灯油市場では、古い流通システムを自前の垂直システムに置き換えた。タンク車で各地に灯油を運び、タンクワゴンで小売りの顧客に提供した。それにより卸売りの既存のネットワークを迂回した。灯油の品質が向上し価格が下がったにもかかわらず（同社が解体されるまでに灯油の小売り価格は80%も低下した）、スタンダード・オイルの商慣行は激しい議論を巻き起こした。競争相手に対するスタンダード・オイルの最も強力な武器は、低価格と顧客によって異なる価格設定、交通機関による秘密の輸送費割引だった。ジャーナリストや政治家が同社の独占的手法を攻撃し、反トラスト運動が盛り上がった。1880年の New York World 紙は同社を「これまで我が国に根付いた、最も残酷で、厚かましく、無慈悲な独占」と評した。批判に対してロックフェラーは「我々のような大規模なビジネスでは…我々の知らないところで行われることもある。我々はそれらを知ったらすぐさま是正する」と応じた。
当時「法人化した企業は、法人格の付与を行った州の外では資産が所有できない」という法的障害を抱えていた。そのため、ロックフェラーたちは各州に個別に経営される会社を所有しており、全体の管理がやりにくい状態だった。1882年、ロックフェラーの顧問弁護士だったサミュエル・ドッドは、彼らの資産を集中化する革新的な企業形態を考案し、スタンダード・オイル・トラストを誕生させた。「トラスト」は企業群の企業であり、その巨大さと富は多くの注意を惹きつけた。会社群の株式を受託者に預託し、株式を共通化、その預託者による理事会を創設して巨大なグループにまとめたものである。このトラストではロックフェラーを含む9人の理事が41の企業を経営した。さらに、グループ経営を円滑にするために経営委員会を設置した。この経営委員会が理事会に代って、グループの実際の経営を行った。この委員会の下には、輸送やパイプラインなどを担当する専門委員会があった。一般大衆と報道機関はこの新しい法人形態を怪しんだが、他の企業はこのアイデアに飛びつき、それによってさらに世論が燃え上がった。スタンダード・オイルは無敵な雰囲気を漂わせるようになり、競争相手や批判者や政敵に対して常に優位に立つようになった。世界的にも最も巨大で裕福で恐れられる企業となり、好景気と不景気の波にも影響されずに一貫して利益を生み出すようになった。
アメリカ国内に2万の油井、4千マイルのパイプライン、5千台のタンク車、10万人以上の従業員を抱える巨大帝国となった。石油精製の世界シェアは絶頂期に90%に達したが、その後徐々に80%にまで低下していった。トラストを結成し敵がいなくなったにもかかわらず、1880年代のスタンダード・オイルは世界の石油市場を支配する絶頂期から衰退しはじめた。ロックフェラーは世界中の石油精製を支配する夢をあきらめ、後に「我々が実際に石油産業を完全に支配していたら、世論がそれに反発していただろうということに気付いた」と認めている。海外の競合企業設立や海外での油田発見により、スタンダード・オイルの優位が徐々に崩れていった。1880年代初め、ロックフェラーは最も重要な革新を生み出した。すなわち、原油価格を直接操作するのではなく、市場の状況に合わせて石油の保管料を操作することで間接的に制御するようにしたのである。さらにパイプライン内の石油に対して証明書を発行。この証明書は投機家による売買対象となり、事実上の石油先物市場が形成され、石油価格がそこで決定されるようになった。1882年後半、石油先物取引を容易にするため、マンハッタンに National Petroleum Exchange が創設された。
1880年代、世界の原油の85%はペンシルベニア産だったが、ロシアやアジアの油田からの石油が世界市場に出回り始めた。ロベルト・ノーベルは埋蔵量の豊富なロシアの油田に石油精製会社を作り、パイプラインやタンカーも備えるようになっていった。パリのロスチャイルド家も石油事業への投資に乗り出した。さらにビルマやジャワでも油田が発見された。さらに白熱電球が発明され、照明目的で灯油を燃やすことが減っていった。スタンダード・オイルはそれでも状況に適応すべくヨーロッパに進出し、アメリカでは天然ガスの生産を手がけ、自動車向けにそれまで使い道がほとんどなかったガソリンを増産した。
スタンダード・オイルはニューヨークに本社を移転し、ロックフェラーはニューヨーク実業界の中心人物となった。1884年、ウィリアム・ヘンリー・ヴァンダービルトなど富豪が多く住む54番街に自宅を構える。街を歩けば慈善活動を嘆願する者が常に群がり、生命の危険もあったが、毎日オフィスまで列車で通った。1887年議会は州際通商委員会を創設し、鉄道貨物運賃の統一を強制したが、そのころにはスタンダード・オイルの石油輸送の中心はパイプラインになっていた。さらに1890年にシャーマン法が成立してスタンダード・オイルへの大きな脅威となり、最終的にスタンダード・オイル・トラストが解体される主要因となった。特にオハイオ州は反トラスト法の適用を厳しく実施し、スタンダード・オイル・オブ・オハイオは1892年にトラストから分離されることになり、トラスト解体の端緒となった。しかし、1889年にニュージャージー州で州内の法人が他の法人の株式の所有を認める法律が成立したため、この法律を使い再編成が可能となった。それはトラストを解体し、ニュージャージー・スタンダード・オイル社に全米にある系列会社の株式の全部又は大部分を所有させ、合法的な持株会社にすることであった。この再編成の結果、全国規模の事業展開が可能になる上、トラストに対する攻撃に対しての緊急避難口となった。
1890年代に入ると鉄鉱山と鉄鉱石の輸送に事業を拡大し、鉄鋼王アンドリュー・カーネギーと衝突するようになり、新聞などで彼らの対立がよく報道されるようになった。また、ペンシルベニアの原油産出量が減少してきたため、オハイオ、インディアナ、ウェストバージニアの原油生産拠点を買い漁り始めた。この急激な事業拡大の時期に、ロックフェラーは引退を考え始めている。トラストの日常の経営はジョン・ダスティン・アーチボルドに任せ、ニューヨーク市の北に新たな邸宅を購入し、自転車やゴルフなどに興じる悠々自適な生活を送るようになった。

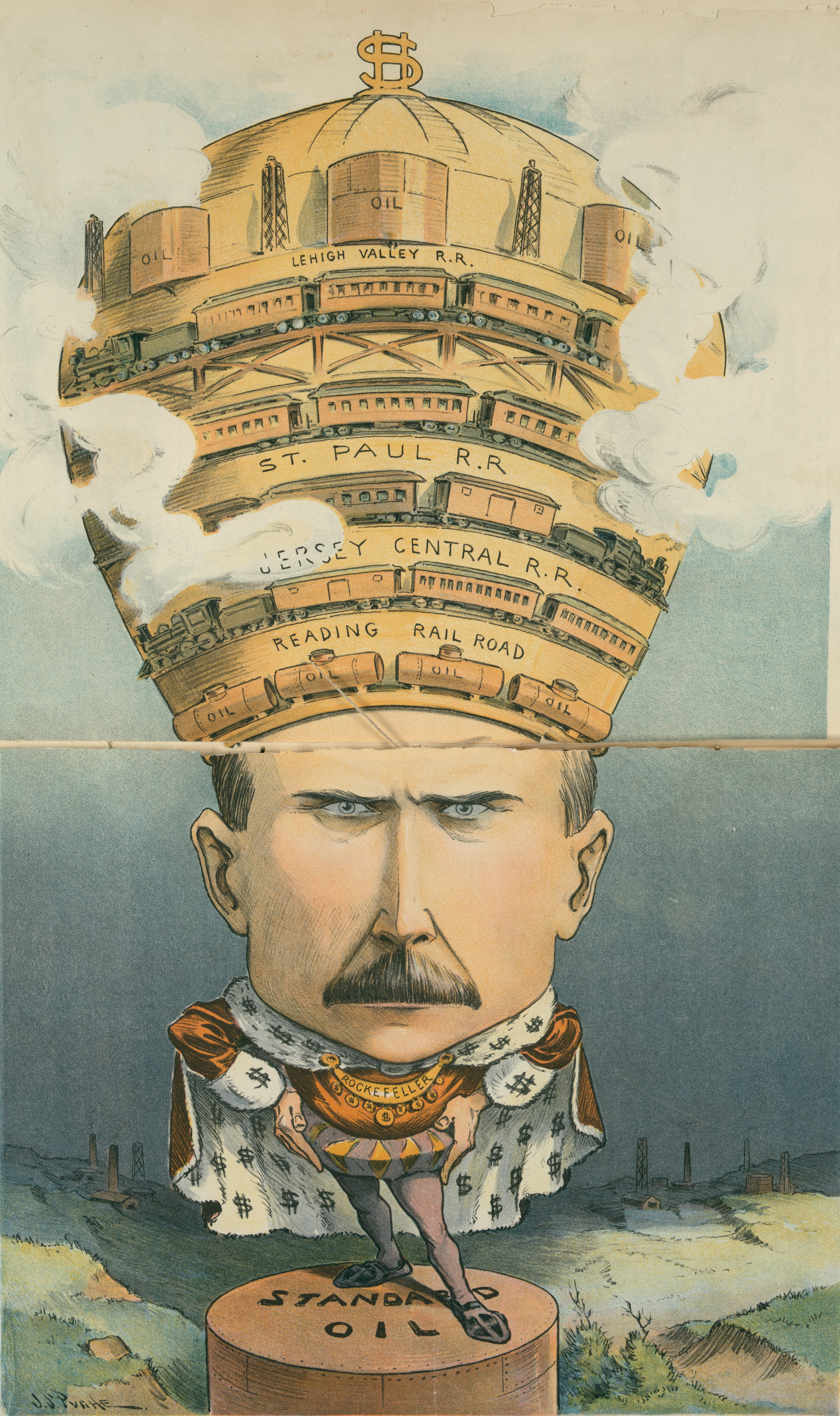
産業界の王ロックフェラー（1901年、Puck誌に掲載された風刺画）

大統領に昇格したセオドア・ルーズベルトはシャーマン法違反訴訟をいくつも起こし、議会から改革案を引き出した。1901年、カーネギーの鉄鋼関連資産を引き継いだUSスチールの実権を、ジョン・モルガンが握るようになり、スタンダード・オイルの鉄関連事業もUSスチールに売却された。この取引を仲介したのはヘンリー・クレイ・フリックで、スタンダード・オイルの鉄関連事業とUSスチールの株式を交換し、ロックフェラーとその息子がUSスチールの取締役に就任している。1902年、63歳で正式に引退したとき、投資により5800万ドル以上を得た。
しかし、スタンダード・オイルに対する批判や訴訟は依然として多く、特に1904年のイーダ・ターベルによる『スタンダード・オイルの歴史 The History of the Standard Oil Company』出版後にはその攻撃の声は高まった。その本では、同社のスパイ活動、価格操作、強引なマーケティング戦術、訴訟回避の戦術などを暴露している。ターベルはその反響の大きさに驚いた。彼女の父はサウス・インプルーブメント・カンパニーの件で石油事業から撤退したという経歴を持っていた。
ロックフェラーはターベルについて公には「その思い違いをしている女性について言うことは何もない」と発言。一方で彼と会社のイメージを改善するキャンペーンを開始した。長年、報道機関には沈黙を保つという方針だったが、「資本家と労働者はどちらも荒々しい力を持っており、何らかの制限を加える知的な立法が必要である」というようなコメントを発するようになった。
1908年には回想録を出版している。批評家はその回想録がきれいに取り繕われたもので、「事業成功の潜在的な必須の要因は、高度な取引についての法律に従うことだ」などという文言はロックフェラーのビジネスの実態とはかけ離れているとした。
ロックフェラーは1911年まで名目上の社長の肩書きを保ち、持ち株も保持していた。ついに1911年5月15日にアメリカ合衆国最高裁判所は、スタンダード・オイル（64%の市場占有率を保持した）がシャーマン法に違反しているとの判決を下した。その時点で同社は石油精製市場の70%を占めていたが、アメリカでの原油供給量の14%しか握っていなかった。最高裁はトラストが不法に市場を独占しているとして解体命令を下し、同社はおよそ37の新会社に分割された。現在のコノコフィリップスの一部となったコノコ、BPの一部となったアモコ、エクソンモービルの一部となったエッソとモービル、シェブロン、ペンゾイルといった石油企業は、旧スタンダード・オイルが前身になっている。
解体された時点でロックフェラーはスタンダード・オイルの25%以上の株式を所有していた。彼も含め株主は分離後の各社の株式を元々の株式の割合の分だけ得ている。ロックフェラーの石油業界への影響力は減退したが、その後10年間で各社の株式から多大な利益を得ている。それらの会社の価値の合計は解体前の5倍に膨れ上がり、ロックフェラーの個人資産は9億ドルに膨れ上がった。

## 慈善活動
ロックフェラーは若いころから教会に収入の10%を寄付していた（十分の一税）。その教会は後に米国バプテスト同盟に加入し、南北戦争後の南部での解放奴隷支援運動を推進することになった。ロックフェラーが裕福になるに連れて寄付も増え、主に教育や公衆衛生目的だが、基礎科学や芸術目的でも寄付を行った。1891年以降は Frederick Taylor Gates というバプテストの牧師が寄付先を助言し、1897年以降は息子も助言した。
Efficiency Movement の信奉者であり、「非効率な学校、場所が悪い学校、不要な学校を助けるのは無駄である…全国的な高等教育システム増強のための浅はかな教育プロジェクトで金を浪費するくらいなら、もっと適切な我々のニーズにあった金の使い道があったはずだ」と主張していた。
彼と助言者は条件付きの寄付を考案。その条件とは、寄付者が個人的に気遣っている人々のなるべく大勢に影響するような組織を根付かせることで、そうできたならさらに注意深くその組織を観察してさらなる協力をすることになるかもしれない、というものだった。
1884年、アトランタにアフリカ系アメリカ人女性を対象とする大学創設のための資金を提供。ロックフェラーの親戚で南北戦争以前から奴隷制度廃止運動に熱心だった人の名を冠してスペルマン大学が創設された。スペルマン大学の現存する最古の建物はロックフェラー・ホールと呼ばれている。デニソン大学をはじめとするバプテスト系の大学にも多額の寄付をしている。
シカゴ大学は元々はバプテスト系の小さな大学として存在していたが財政難で1886年に閉鎖された。ロックフェラーが8000万ドルを寄付したことで、新学長ウィリアム・レイニー・ハーパーの下で1890年に世界的な大学として再出発した。
ロックフェラーの資金提供で1903年に創設された一般教育委員会は、アメリカ全土の様々なレベルの教育促進のための組織である。歴史的にはバプテストとの関わりが強く、特に南部の黒人教育に熱心だった。また、イェール大学、ハーバード大学、コロンビア大学、ブラウン大学、ウェルズリー大学、ヴァッサー大学といった東部の以前からある大学にも財政支援をしている。教育そのものの研究はカーネギー教育振興財団が行っており、同財団はアメリカでの医学教育に革新をもたらした。

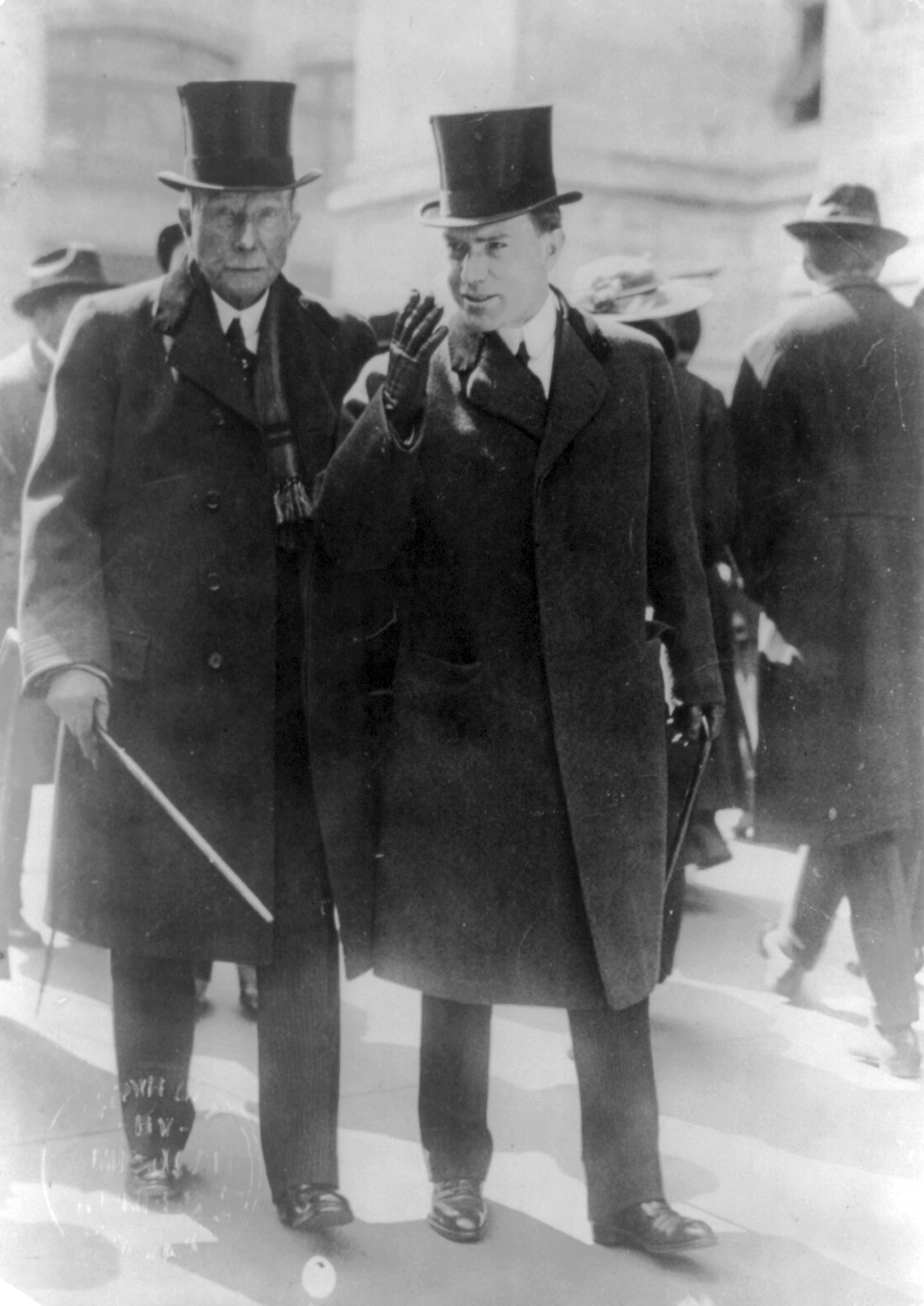
ロックフェラーと息子（1915年）

個人的にはホメオパシーの信奉者だったが、Gatesの助言もあって医学研究に多大な貢献をした。1901年、ニューヨークにロックフェラー医学研究所を創設。同研究所は1965年にロックフェラー大学となり、医学以外も扱うようになった。ロックフェラー大学の関係者から23人のノーベル賞受賞者が出ている。1909年、ロックフェラー衛生委員会を創設。同委員会はアメリカ南部の農村地帯で長年問題となっていた鉤虫症の根絶に貢献した。先述の一般教育委員会は、1910年に公表された Flexner Report の勧告に強く影響され、出資先ががらりと変化した。
1913年、ロックフェラー財団を創設。1915年に廃止された衛生委員会の後を引き継ぎつつ、対象範囲を広げた。この財団に2億5000万ドル近くを与えており、公衆衛生、医学教育、芸術などを主な寄付対象とした。同財団は、ジョンズ・ホプキンス大学にアメリカ初の公衆衛生大学院（現在のブルームバーグ公衆衛生大学院）を創設する資金を提供した。また、中国に北京協和医学院を建設した。第一次世界大戦時は戦時救護活動を支援し、労使関係を研究する部門を創設して後にカナダ首相となるウィリアム・ライアン・マッケンジー・キングをディレクターとして雇った。1920年代には、鉤虫根絶キャンペーンを展開した。このキャンペーンでは政治家や医療関係者を使い、政治と科学の両面からキャンペーンを展開した。

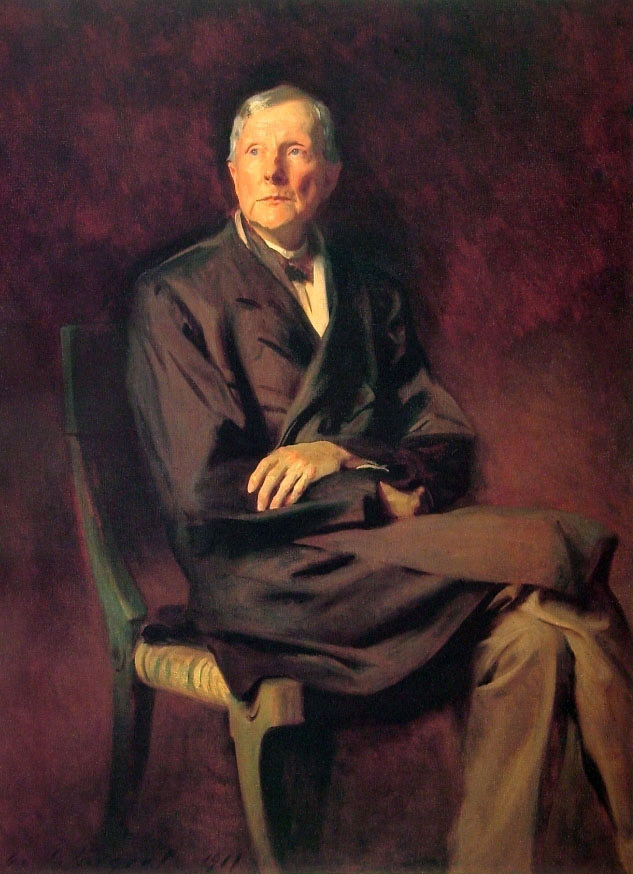
肖像画（ジョン・シンガー・サージェント画、1917年）

ロックフェラーの4番目の大きな慈善事業として、1918年にローラ・スペルマン・ロックフェラー記念財団を創設。主に社会研究に資金提供した。後にロックフェラー財団に吸収された。ロックフェラーは総額5億5000万ドルを寄付している。
1925年には、関東大震災で被災した東京帝国大学図書館の復興資金として400万円を寄付した。当初、大学は図書の購入費として200万円を要望していたが、ロックフェラー側が耐震耐火の建物も必要であるとして倍額の寄付を行ったものである。
晩年のロックフェラーは、どこへ行っても大人には10セント硬貨、子どもには5セント硬貨をあげることで知られるようになった。ふざけて、ハーベイ・ファイアストーンのような富豪にも硬貨を与えた。

## 死と遺産

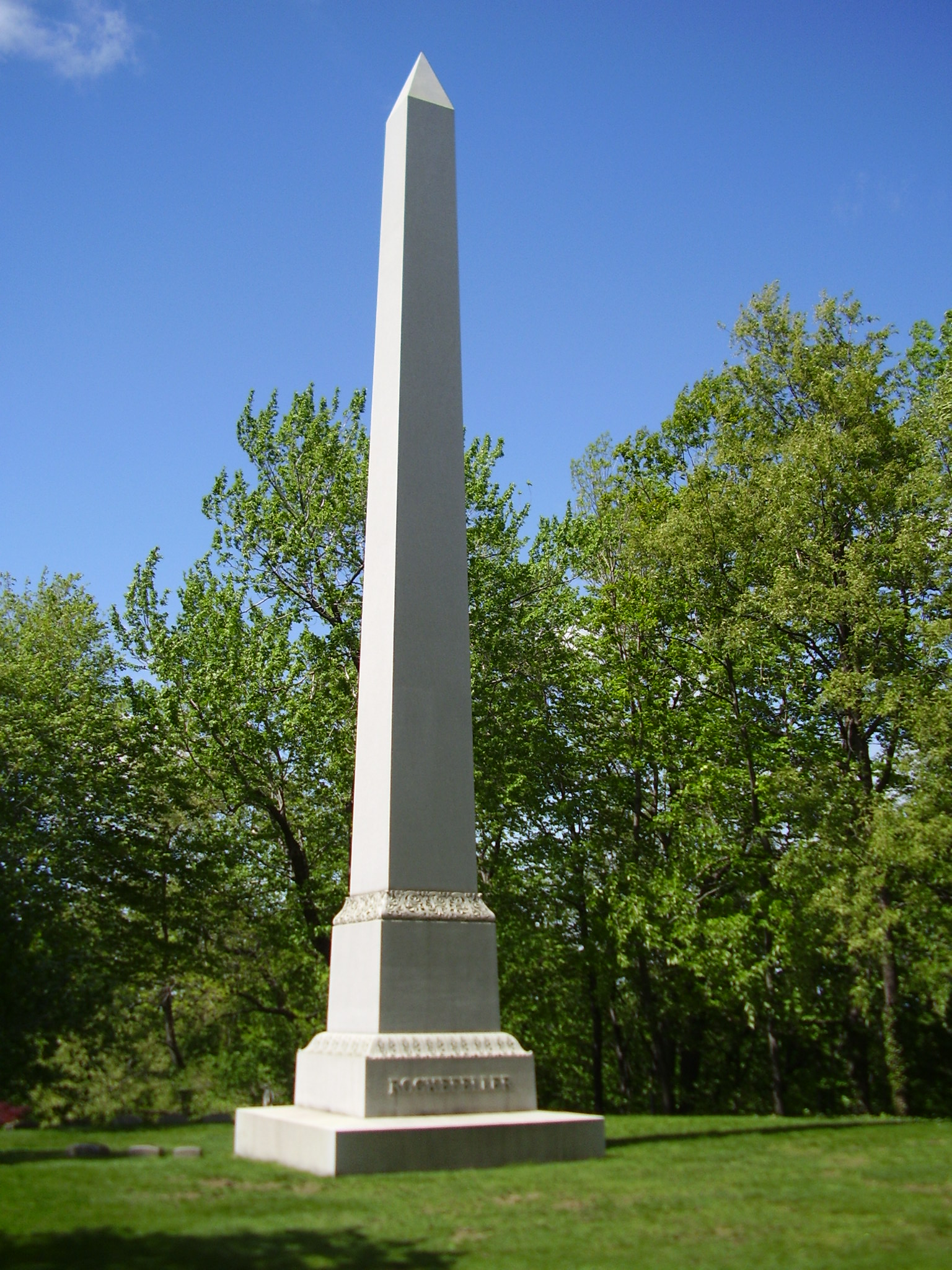
レイクビュー墓地にあるロックフェラー家の記念碑（オベリスク）

1937年5月23日、98歳の誕生日の2カ月前に、フロリダ州オーモンドビーチの別荘（en:The Casements）にて動脈硬化が元で亡くなった。オハイオ州クリーブランドのレイクビュー墓地に埋葬された。しかしながらその時、巨額の財産のごくわずかしか持っていなかった。
ロックフェラーは自らの一族に莫大な生前贈与を行い、とりわけ息子のジョン・D・ロックフェラー・ジュニアには多くを与えた。結果、一族は20世紀のアメリカで最も豊かで最も影響力を持つ一家となった。ロックフェラーの孫デイヴィッド・ロックフェラーはチェース・マンハッタン銀行（現在はJPモルガン・チェースの一部）のCEOを20年間務めた。同じくロックフェラーの孫ネルソン・ロックフェラーは、ジェラルド・フォード大統領の下で副大統領に就任し、もう一人の孫ウィンスロップ・ロックフェラーはアーカンソー州知事に就任した。彼の曾孫ジョン・ロックフェラー4世は、現在民主党のアメリカ合衆国上院議員であり、かつてはウェストバージニア州知事を務めていた。

### 生涯を表現した詩
86歳のとき自分の生涯を次のような詩で表現した。
| 「 | I was early taught to work as well as play, My life has been one long, happy holiday; Full of work and full of play- I dropped the worry on the way- And God was good to me everyday. | 」 |

## 後世の評価
ロックフェラーは石油業界で長く活躍し、その後は慈善活動で長く活躍した。そのため彼のイメージはそれらの融合したものとなり、同時代の人々からは様々な見方をされた。例えば彼と競合した人々の中には破産に追い込まれた者がいる一方、スタンダード・オイルの株式を対価として得た者もいれば、一部には同社の重役になり裕福になった者もいる。また政治家や作家には、ロックフェラーと良好な関係を築いた者もいるし、ロックフェラーに代表される「泥棒男爵」と戦うことを選んだ者もいる。
伝記作家アラン・ネヴィンスはロックフェラーの敵への答えとして次のようにまとめた。
| 「 | スタンダード・オイルが巨額の富を追求したのは貧困ゆえではない。それは一瞬で得られたものではなく、多くの資本家が避けるようなリスクの高い分野で四半世紀に亘って果敢に挑んだ成果であり、アメリカの産業界でこれほど聡明かつ卓見な計画は他に類を見ない。1894年時点の石油業界は、同時期の鉄鋼業界、金融業界、鉄道業界より規模が小さかった。しかし、スタンダード・オイルは他者の資産を活用して富を得たとする主張がよく見られる。ロックフェラーが一貫して他社の買収において公正に資産を評価したという証拠は豊富に存在する。ある歴史家はロックフェラーがカーネギーよりも人道的だったと主張している。彼の蓄財が当時としては最も汚れていないとする論も存在する。 | 」 |

伝記作家ロン・チャーナウはロックフェラーについて次のように記している。
| 「 | 彼の問題、そしてなぜ彼が相反する反応を引き起こし続けるかは、彼の良い面はとことん良く、悪い面はそれと同じくらい悪かったためである。史上これほど矛盾した人物は他にいない。 | 」 |

ロックフェラーは単にその蓄えた資産の大きさでも記憶されている。1902年のアメリカのGDPは240億ドルだったが、同年のロックフェラーの資産は約2億ドルに達していた。第一次世界大戦直前にはガソリンの年間販売額が9億ドルに達し、金融・運輸・鉱業などの産業にも投資し、アメリカの経済成長と共に彼の資産も増え続けた。ニューヨーク・タイムズ紙の死亡記事には「ロックフェラー氏が引退した時点でスタンダード・オイルや他の投資から蓄積した資産は9億ドルと推定されていた。これは個人が自身の努力で蓄積したものとしては史上最大の富であった」とある。
ヨーロッパで人気のあるディズニーキャラクターのジョン・D・ロッカーダックは、ロックフェラーの慈善事業に因んで命名された。ロッカーダックは、通りにいる人達に光る新しい硬貨を分け与える習慣を持っている。
LIFE誌が1999年に選んだ「この1000年で最も重要な功績を残した世界の人物100人」に選ばれている。